# La Chapelle-Onzerain
La Chapelle-Onzerain és un municipi francès, situat al departament del Loiret i a la regió de Centre – Vall del Loira. L'any 2007 tenia 105 habitants.

## Demografia

### Població
El 2007 la població de fet de La Chapelle-Onzerain era de 105 persones. Hi havia 39 famílies, de les quals 8 eren unipersonals (8 homes vivint sols), 12 parelles sense fills i 19 parelles amb fills.
La població ha evolucionat segons el següent gràfic:
Habitants censats

### Habitatges
El 2007 hi havia 53 habitatges, 40 eren l'habitatge principal de la família, 10 eren segones residències i 4 estaven desocupats. Tots els 53 habitatges eren cases. Dels 40 habitatges principals, 36 estaven ocupats pels seus propietaris i 4 estaven llogats i ocupats pels llogaters; 3 tenien dues cambres, 6 en tenien tres, 10 en tenien quatre i 21 en tenien cinc o més. 30 habitatges disposaven pel capbaix d'una plaça de pàrquing. A 17 habitatges hi havia un automòbil i a 20 n'hi havia dos o més.

### Piràmide de població
La piràmide de població per edats i sexe el 2009 era:
| Homes | Edats   | Dones |
| ----- | ------- | ----- |
| 0     | 95 o +  | 0     |
| 0     | 90 a 94 | 0     |
| 0     | 85 a 89 | 0     |
| 0     | 80 a 84 | 0     |
| 0     | 75 a 79 | 4     |
| 0     | 70 a 74 | 0     |
| 8     | 65 a 69 | 4     |
| 0     | 60 a 64 | 4     |
| 4     | 55 a 59 | 0     |
| 0     | 50 a 54 | 4     |
| 0     | 45 a 49 | 8     |
| 0     | 40 a 44 | 0     |
| 8     | 35 a 39 | 0     |
| 8     | 30 a 34 | 4     |
| 0     | 25 a 29 | 4     |
| 4     | 20 a 24 | 0     |
| 4     | 15 a 19 | 0     |
| 4     | 10 a 14 | 0     |
| 4     | 5 a 9   | 4     |
| 0     | 0 a 4   | 0     |

## Economia
El 2007 la població en edat de treballar era de 58 persones, 51 eren actives i 7 eren inactives. De les 51 persones actives 49 estaven ocupades (29 homes i 20 dones) i 2 estaven aturades (2 dones i 2 dones). De les 7 persones inactives 1 estava jubilada, 5 estaven estudiant i 1 estava classificada com a «altres inactius».
Activitats econòmiques
Dels 3 establiments que hi havia el 2007, 1 era d'una empresa de comerç i reparació d'automòbils, 1 d'una empresa financera i 1 d'una empresa de serveis.
L'any 2000 a La Chapelle-Onzerain hi havia 9 explotacions agrícoles que ocupaven un total de 732 hectàrees.

## Poblacions més properes
El següent diagrama mostra les poblacions més properes.